# بوبو سيسي
بوبو سيسي (بالفرنسية: Boubou Cissé)‏ (مواليد سنة 1974) سياسي مالي شغل منصب رئيس وزراء مالي من أبريل 2019 حتى استقالته في أعقاب الانقلاب المالي 2020 في أغسطس 2020. كما شغل منصب وزير الاقتصاد والمالية ووزير المناجم والصناعة.

## مسيرته
حصل بوبو سيسي على درجة الماجستير من جامعة أوفيرني، ودكتوراه في الاقتصاد من جامعة إيكس مرسيليا.
بدأ سيسي حياته المهنية كخبير اقتصادي للبنك الدولي في واشنطن العاصمة بالولايات المتحدة سنة 2005. في عام 2008، تمت ترقيته إلى كبير الاقتصاديين ومدير مشروع قسم التنمية البشرية. عمل لاحقًا في نيجيريا والنيجر كممثل مقيم للبنك الدولي.
تم تعيين سيسي رئيسًا لوزراء مالي في عام 2019 بعد استقالة سوميلو بوباي مايغا وحكومته. شغل منصب وزير الصناعة والمناجم في عام 2013، ووزير المناجم في أبريل 2014، ووزير الاقتصاد والمالية منذ عام 2016.
في 18 أغسطس 2020، تم اعتقال سيسي مع الرئيس إبراهيم أبو بكر كيتا من قبل القوات المتمردة خلال الانقلاب في مالي 2020. في اليوم التالي، استقال الرئيس إبراهيم أبو بكر كيتا ومعه ورئيس الوزراء بوبو سيسي وأعضاء الحكومة بأكملها.